# Sistema dei prezzi
Il sistema dei prezzi è usato per descrivere un sistema economico qualunque che effettua la distribuzione di beni e servizi. Eccetto isolate, primitive comunità, tutte le società moderne usano il sistema dei prezzi per assegnare le risorse economiche. Comunque, oggi il sistema dei prezzi non è usato per tutte le decisioni di assegnazione delle risorse economiche. L'assegnazione di risorse all'interno di un governo, o una corporazione o una famiglia a volte è assunta senza la dipendenza dal sistema dei prezzi.

## Sistema dei prezzi fissi e dei prezzi variabili
Un sistema dei prezzi può essere: 
- sistema dei prezzi fissi quando i prezzi sono fissati dal governo
- sistema dei prezzi variabili quando i prezzo vengono lasciati determinati liberamente dalla domanda e dall'offerta
- sistema dei prezzi misto quando si ha una combinazione dei due sistemi precedenti.